# Classification de Folk
La classification de Folk est, en géologie, une classification descriptive technique des roches carbonatées (ou calcaires) conçue en 1959 par le pétrologue américain Robert Luigi Folk. Cette classification permet de nommer ces roches en observant différentes caractéristiques telle que la nature du ciment (les orthochèmes) ou la nature des éléments figurés, ou grains (les allochèmes).
Il existe une autre classification pour ces calcaires : la classification de Dunham.

## Principes de la classification
La classification de Folk prend en compte les caractéristiques des composants des roches carbonatées : 
- la nature des ciments, appelés orthochèmes (les constituants orthochimiques) ;
- la nature des éléments figurés (les grains), appelés allochèmes (les constituants allochimiques).

### Allochèmes
Quatre type d'allochènes sont distingués :
- les intraclastes : fragments de roches (gros fragments anguleux ou peu arrondis), issus d'un sédiment voisins mal consolidé ;
- les ooïdes : structures sphériques avec des oolithes et/ou pisolithes ;
- les bioclastes : qui correspondent aux fossiles (entiers ou en débris) ;
- les pellets (ou pelletoïdes) : structures ovoïdes de 40 à 80 µm considérées comme d'origine fécale.

### Orthochèmes
Ce sont les cristaux de  ciment ayant été précipités lors de la sédimentation, ils relient les grains entre eux. Deux types d'orthochèmes sont distingués :
- très fins microcristallins : la micrite, ou boue de calcite de 1 à 4 µm ;
- liaison cristalline : la sparite, cristaux > à 10 µm.

## Classification et appellations
La classification de Folk détaille les types de roches carbonatées selon les proportions  relatives des allochèmes dans la roche et le type de d'orthochèmes. À chaque roche que l'on peut distinguer selon ces deux critères, Folk construit un nom pour cette roche en utilisant :
- un préfixe indiquant le constituant allochimique : intra- pour les intraclaste, oo- pour les ooïdes, bio- pour les bioclastes et pel- pour les pelloïdes ;
- un suffixe correspondant à l'orthochème : -micrite et -sparite.

Exemples :
- un calcaire contenant des oolithes (préfixe: oo-) et ayant une phase de liaison cristalline est appelé une oosparite ;
- un calcaire possédant des fossiles donc des bioclastes (préfixe bio-) et ayant une phase de liaison très fine microcristalline est appelé une  biomicrite.

La taille des allochèmes est aussi prise en compte lorsqu'elle est supérieure à 2 mm. Dans ce cas, le suffixe -rudite est encore ajouté. Par exemple : une intrasparrudite.

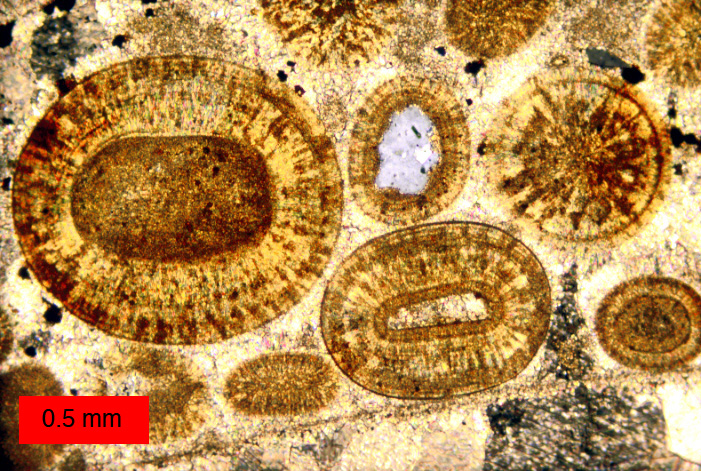
Oosparite
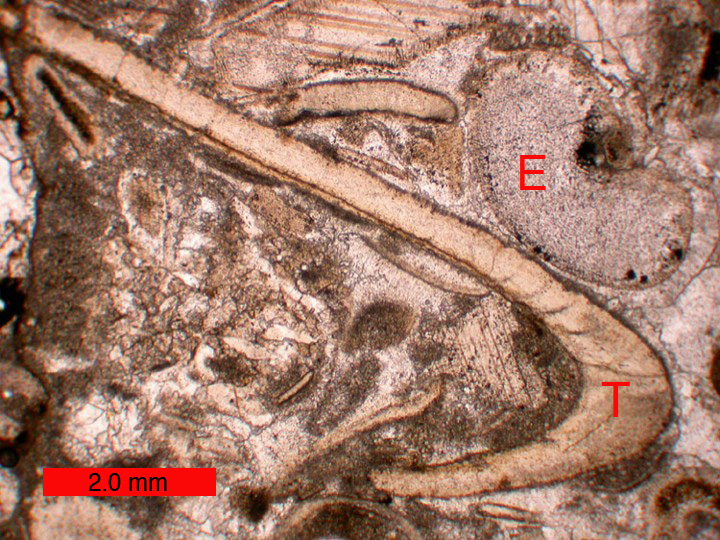
Biosparite; T = trilobite; E = echinoderm
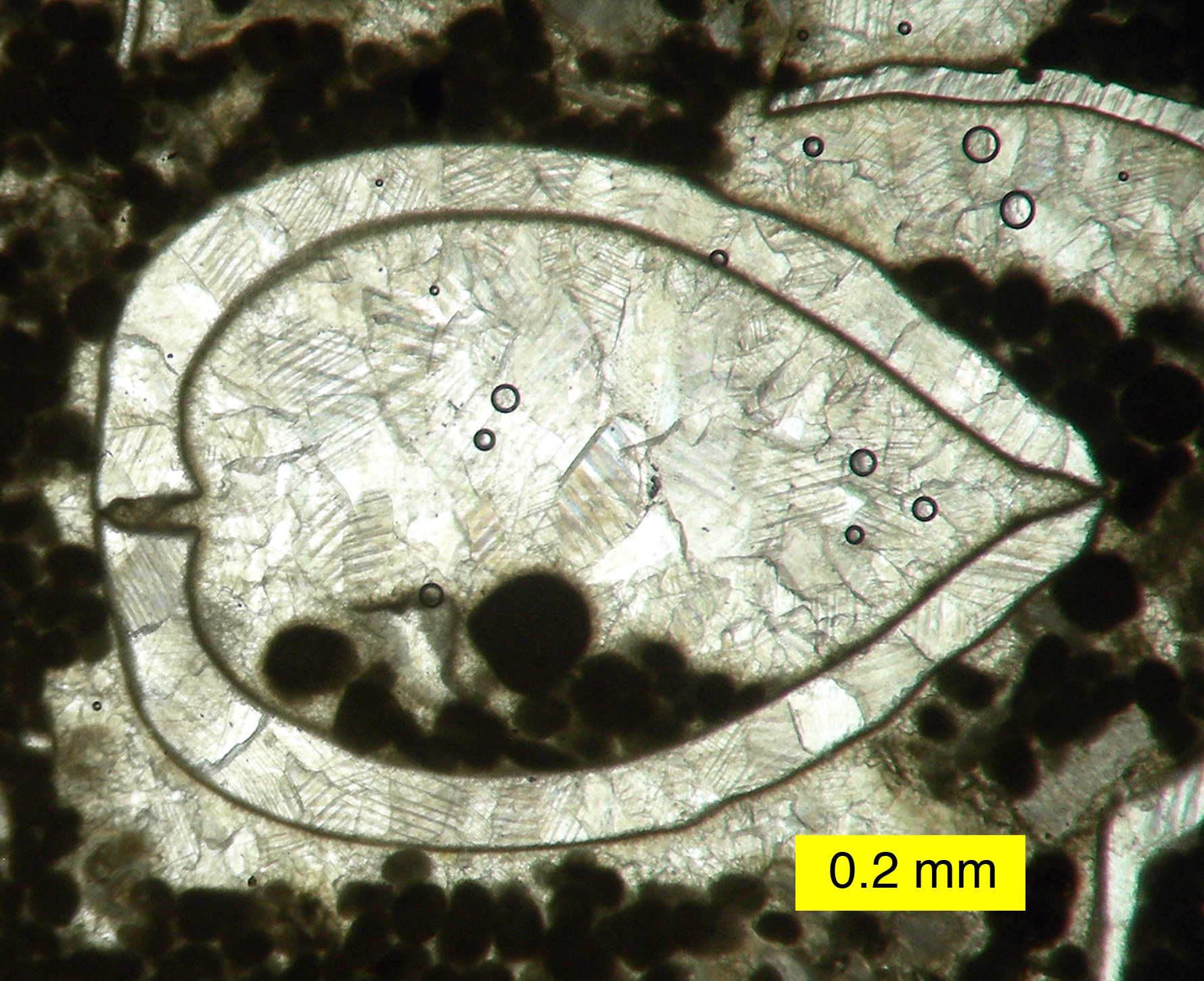
Biopelsparite